# Heiko März
Heiko März (* 9. Juli 1965 in Rostock) ist ein ehemaliger deutscher Fußballspieler und heutiger -trainer. In der höchsten Spielklasse des DDR-Fußballs, der Oberliga, und in der höchsten Spielklasse des gesamtdeutschen Fußballs, der Bundesliga, spielte er für den FC Hansa Rostock.

## Sportliche Laufbahn

### Gemeinschafts-, Club- und Vereinsstationen
Der Defensivspieler begann in der Jugend als Torwart bei der Betriebssportgemeinschaft (BSG) des Fischkombinates Rostock Fußball zu spielen, bevor er nach einem Handbruch zum Feldspieler wurde und 1977 zur Jugendmannschaft von Hansa Rostock stieß, dessen Oberligakader er ab 1983 angehörte. Am 17. Dezember der Saison 1983/84 bestritt März gegen Wismut Aue seinen ersten Einsatz in der höchsten Spielklasse der DDR und entwickelte sich fortan zum Leistungsträger der Hanseaten.
Bis zur Deutschen Wiedervereinigung absolvierte März 118 Oberligapartien für Rostock, in denen er elf Tore erzielte, 21 Einsätze im FDGB-Pokal (fünf Tore) sowie nach dem zwischenzeitlichen Abstieg Rostocks aus der Oberliga in der Saison 1985/85 29 Einsätze (sechs Tore) in der zweitklassigen Liga. Mit dem vierten Rang der Abschlusstabelle 1988/89 für den UEFA-Pokal 1989/90 qualifiziert absolvierte März ebenfalls zwei Spiele im internationalen Wettbewerb, Hansa scheiterte jedoch bereits in der ersten Runde am tschechischen Vertreter Baník Ostrava. 1990/91, in der letzten Spielzeit der ostdeutschen Oberliga, gelang März mit Hansa der in der Vereinsgeschichte erstmalige Gewinn der ostdeutschen Meisterschaft sowie des ostdeutschen Pokals, womit März im Europapokal der Landesmeister 1991/92 einen weiteren Einsatz im internationalen Wettbewerb absolvierte, Hansa aber erneut in der ersten Runde am späteren Titelträger FC Barcelona scheiterte.

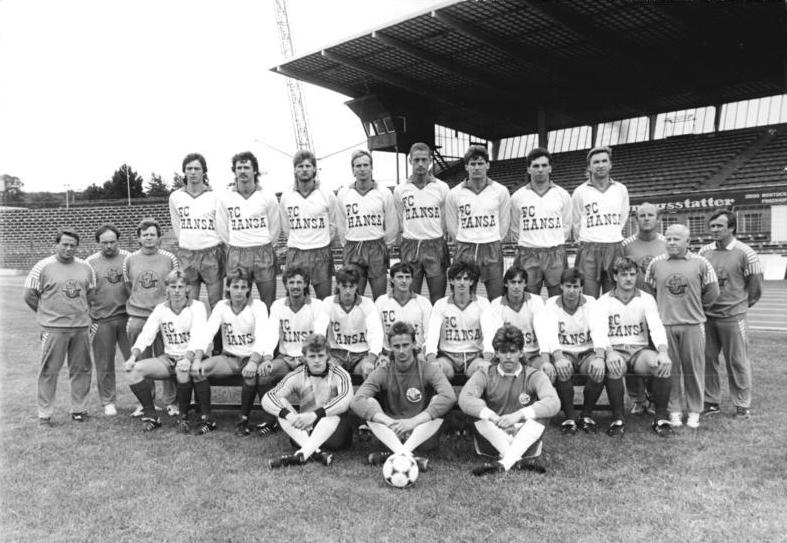
Heiko März (hinter reihe, vierter von links) mit Hansa Rostock im Jahr 1989

Nach der Wiedervereinigung bestritt März 95 Bundesliga- und 102 Spiele in der 2. Bundesliga für Rostock, in denen ihm zehn Zweitligatre gelangen, sowie acht Einsätze im DFB-Pokal (ein Tor). Mit Hansa erreichte er 1995/96 und 1997/98 jeweils den 6. Platz in der Bundesliga, wobei er in letztgenannter Saison lediglich zu sechs Einsätzen kam und die Hinrunde der Folgesaison 1998/99 in der 2. Mannschaft absolvierte, die in der Oberliga Nordost spielte.
Zum Jahresbeginn 1999 wechselte März zum Regionalligisten SV Babelsberg 03, bei dem er 1999/00 mit vier Toren in 29 Einsätzen zum Erreichen der nur noch aus zwei Staffeln bestehenden 3. Spielklasse beitrug und 2000/01 mit sechs Einsätzen am Aufstieg in die 2. Bundesliga mitwirkte. Für die zweite Liga erhielt März jedoch keine weitere Anstellung und wechselte zur Saison 2001/02 zum Oberligisten FC Schönberg 95. Nach zwei Spielzeiten in Schönberg wechselte der gebürtige Rostocker 2004 zum Landesligisten SV Warnemünde Fußball, bei dem er zunächst von seinem ehemaligen Hansa-Mitspieler Jens Kunath trainiert wurde. 2006 übernahm März als Spielertrainer die Leitung und stieg nach zwei Jahren in die Verbandsliga Mecklenburg-Vorpommern auf. 2010 beendete er die Station Warnemünde aus beruflichen Gründen.

### Auswahleinsätze
Zwischen 1984 und 1989 absolvierte März 20 Länderspiele für die DDR-U-21-Auswahl. In den Jahren 1987 und 1988 bestritt der Hansa-Akteur für die DDR-Olympiaelf zwei Qualifikations- und vier Testpartien. Für die DDR-A-Nationalmannschaft verzeichnete er am 26. April 1989 einen Einsatz. Beim 0:3 in der WM-Qualifikation gegen die Sowjetunion in Kiew vor 100.000 Zuschauern hatte er nach seiner Einwechslung für Ralf Hauptmann in der 74. Minute einen Kurzeinsatz.

## Berufliche Laufbahn
Anfang Mai 2022 wurde die Verpflichtung von März als Trainer beim Fußball-Verbandsligisten SV Warnemünde für die kommende Spielserie 2022/23 bekannt. Damit löste er den bisherigen Coach Eckerhard Pasch ab. 2023, im Anschluss an sein Engagement in Warnemünde, arbeitete er beim Greifswalder FC als Sponsoringbetreuer. Auch im Handball spielte er seine Erfahrungen in Marketing, die er auch in seiner Tätigkeit beim FC Hansa erworben hatte, für einen Rostocker Club aus.